# Signy-le-Petit (tổng)
Tổng Signy-le-Petit là một tổng ở tỉnh Ardennes trong vùng Grand Est.
Tổng này được tổ chức xung quanh Signy-le-Petit ở quận Charleville-Mézières. Độ cao trung bình là 246 m.

## Hành chính
| Giai đoạn | Ủy viên      | Đảng         | Tư cách                                         |
| --------- | ------------ | ------------ | ----------------------------------------------- |
| 1945-1949 | Jules MOURON | PCF          | Thị trưởng Signy-le-Petit từ năm 1944-1967      |
| 1949-1955 | Jules MOURON | PCF          | Thị trưởng Signy-le-Petit từ năm 1944-1967      |
| 1955-1961 | Jules MOURON | PCF          | Thị trưởng Signy-le-Petit từ năm 1944-1967      |
| 1961-1967 | Jules MOURON | PCF          | Thị trưởng Signy-le-Petit từ năm 1944-1967      |
| 1985-1992 | Abel NORECK  | PS           | Thị trưởng Signy-le-Petit de 2001-2008          |
| 1992-1998 | Benoît HURE  | RPR          | Thị trưởng Neuville-lez-Beaulieu de 1989 à 2001 |
| 1998-2004 | Benoît HURE  | RPR puis UMP | Thị trưởng Neuville-lez-Beaulieu de 1989 à 2001 |
| 2004-2010 | Benoît HURE  | UMP          | Chủ tịch Tổng hội đồngdepuis 2004               |

## Các đơn vị hành chính
Tổng Signy-le-Petit gồm 9 xã với dân số 3 679 người (điều tra năm 1999, dân số không tính trùng)
| Xã                     | Dân số | Mã bưu chính | Mã insee |
| ---------------------- | ------ | ------------ | -------- |
| Auge                   | 69     | 08380        | 08030    |
| Auvillers-les-Forges   | 833    | 08260        | 08037    |
| Brognon                | 126    | 08380        | 08087    |
| Éteignières            | 406    | 08260        | 08156    |
| Fligny                 | 176    | 08380        | 08172    |
| La Neuville-aux-Joûtes | 353    | 08380        | 08318    |
| Neuville-lez-Beaulieu  | 265    | 08380        | 08319    |
| Signy-le-Petit         | 1 314  | 08380        | 08420    |
| Tarzy                  | 137    | 08380        | 08440    |

## Thông tin nhân khẩu
| 1962                                                     | 1968  | 1975  | 1982  | 1990  | 1999  |
| -------------------------------------------------------- | ----- | ----- | ----- | ----- | ----- |
| 4 138                                                    | 4 416 | 4 073 | 3 776 | 3 619 | 3 679 |
| Nombre retenu à partir de 1962 : dân số không tính trùng |       |       |       |       |       |